# Massacre de Tuman
Le massacre de Tuman est un crime de guerre commis le 16 juillet 1950 durant la guerre de Corée sur une montagne au-dessus du village de Tuman en Corée du Sud. Trente soldats, désarmés et grièvement blessés, de l’United States Army et un chapelain furent tués par des membres de l'armée populaire de Corée dans le contexte de la bataille de Daejeon.
Opérant au niveau du fleuve Kum durant cette bataille, les troupes américaines du 19e régiment d'infanterie et de la 24e division d'infanterie mécanisée furent bloquées et privées de renfort par un barrage routier mis en place par la 3e division de Corée du Nord. Ce barrage routier s'est avéré difficile à briser et a forcé les troupes américaines à se déplacer dans les montagnes environnantes pour évacuer leurs blessés.
Trente blessés graves américains furent déplacés au sommet d'une montagne. Aidés par seulement deux non-combattants – un chapelain et un médecin – les blessés furent découverts par une patrouille nord-coréenne. Bien que le médecin ait pu s'échapper, les Nord-Coréens ont exécuté le chapelain non-armé alors qu'il priait sur les blessés, puis tuèrent les autres. Ce massacre fut l'un des différents incidents qui ont entraîné l'établissement, par le commandement américain, d'une commission en juillet 1950 pour enquêter sur les crimes de guerre. Le même mois, le commandement nord-coréen, inquiet de la façon dont ses soldats traitaient les prisonniers de guerre, a mis en place des directives plus strictes sur la façon de gérer les captifs ennemis.
L'historiographie de l'incident dans les sources nord-coréennes est inconnue ; en conséquence, les sources documentant l'incident sont presque exclusivement originaires des États-Unis et de ses alliés.

## Déroulement

### Attaque nord-coréenne

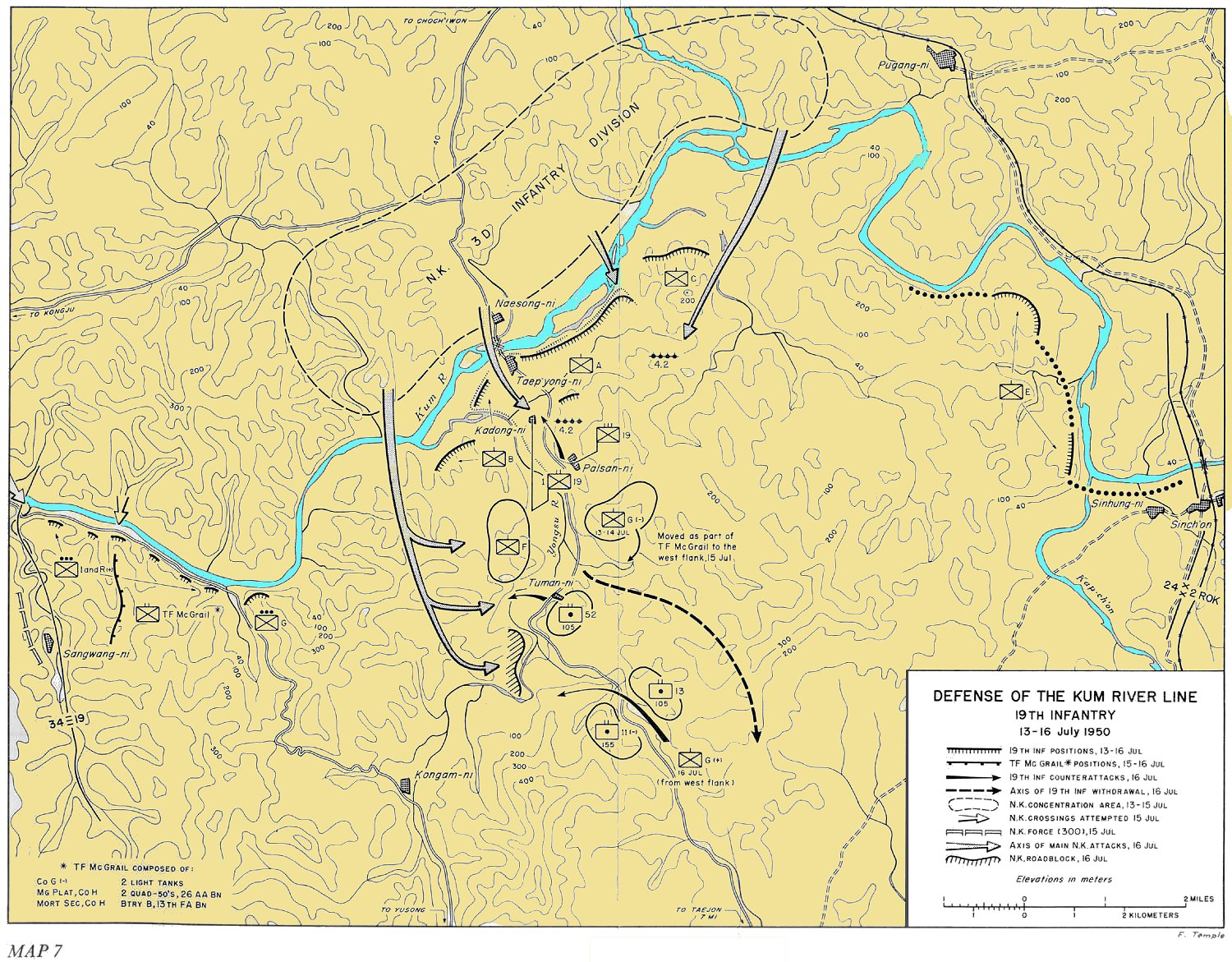
Carte des défenses du 19e régiment d'infanterie sur le fleuve Kum.

Après avoir pénétré au nord, la 34e Infanterie, en retraite, se déplaça vers le sud en direction de Nonsan. Le 15 juillet, la 19e d'infanterie déplaça son 2e bataillon pour remplir l'espace laissé par la 34e. Là, elle reçut le renfort des troupes de l'armée de la République de Corée,. Les forces combinées observèrent les forces nord-coréennes se regrouper à l'ouest de la rivière. À 3h00, le 16 juillet, les Nord-Coréens lancèrent un nombre important de tanks, d'artillerie et de mortiers sur les positions de la 19e infanterie et les troupes commencèrent à traverser la rivière en bateau. Les forces nord-coréennes se réunirent sur la rive ouest et lancèrent l’assaut sur les positions des compagnies C et E du 1er bataillon, suivi d'une seconde vague contre la compagnie B. Les forces coréennes poussèrent le bataillon, menaçant de le surpasser. Les commandants du régiment mobilisèrent toutes les troupes et officiers de soutien sur la ligne ce qui permit de repousser l'assaut. Cependant, dans la mêlée, des forces nord-coréennes infiltrèrent les éléments arrières, attaquant les forces de réserve et bloquant les lignes d'approvisionnement. Ses positions étant étirées (et donc fines), le 19e d'infanterie fut incapable de tenir la ligne sur le fleuve Kum et de retenir les forces nord-coréennes.

### Barrage routier
Les troupes nord-coréennes établirent rapidement un barrage routier derrière les lignes du 19e d'infanterie sur sa principale route d'approvisionnement ainsi que sur une route près du village de Tuman, au sud de Yusong (juste à l'extérieur, à l'ouest, de la Daejeon). Le barrage routier devint rapidement un problème sérieux pour les forces américaines essayant de transporter des munitions et les blessés vers et depuis la ligne du fleuve Kum. Vers 13h00, le 16 juillet, le commandant du 19e d'infanterie contacta William F. Dean, qui ordonna de briser le barrage routier. Toutefois, les troupes nord-coréennes avaient déployé six mitrailleuses sur la route de Tuman, et les attaques successives furent incapables de les déloger,.
Le barrage routier empêchait l'évacuation des blessés. Les troupes tentèrent de conduire les blessés en jeeps en traversant le barrage routier, mais ils furent alors sujet aux tirs des mitrailleuses. À 16h00, une colonne d'approvisionnement fut aussi arrêtée au barrage, incapable de continuer alors que des frappes aériennes tentaient de déloger les Nord-Coréens,. Cinq cents hommes du régiment furent réunis pour essayer de briser le barrage, tandis que des unités armées lourdes de Daejeon attaqueraient de l'autre côté. Dans le même temps, des troupes américaines du 19e d'infanterie, désespérées de traverser le barrage pour être approvisionnées et s'occuper des blessés, commencèrent à se déplacer dans les collines environnantes. Un tank put traverser le barrage pour évacuer le commandant blessé du 19e d'infanterie, mais, à 19h00, les officiers ordonnèrent au régiment de déplacer les blessés le long des crêtes à l'est du barrage,.

### Exécutions
À 21 heures, environ 100 hommes du 19e régiment d'infanterie se sont déplacés sur les collines à l'est de la ville,. Ils transportèrent avec eux environ 30 blessés dont certains en brancard car trop grièvement blessés pour marcher. Certaines personnes de ce groupe de 100 reçurent l'ordre de porter ces hommes, mais beaucoup se sont séparés du groupe dans les montagnes. Lorsqu'ils ont atteint le sommet de la montagne, les officiers ont décidé que certains blessés graves ne pouvaient être portés plus loin car leurs porteurs étaient épuisés. L'officier médical du régiment, le capitaine Linton J. Buttrey et le chapelain Herman G. Felhoelter restèrent en arrière avec les blessés dans l'intention d'attendre avec eux de nouvelles troupes capables de les transporter,. Buttrey portait un brassard avec une croix rouge, l'identifiant comme personnel médical, tandis que Felhoelter portait un brassard avec une croix latine, l'identifiant comme un aumônier militaire du corps des aumôniers de l'armée américaine. Ceux-ci, ainsi que les blessés, sont considérés comme des non-combattants en droit international des conflits armés, notamment parce qu'ils ne portaient pas d'arme.
Peu après, Buttrey et Felhoelter entendirent une patrouille nord-coréenne approcher, un groupe d'hommes de la 3e division de Corée du Nord qui avait infiltré les lignes américaines. Felhoelter dit à Buttrey de s'échapper, et bien que Buttrey fût blessé d'une balle à la cheville sous le feu nord-coréen, il fut capable de s'enfuir,. Felhoelter commença alors à administrer les derniers sacrements et l'extrême onction aux blessés allongés sur leur litière. Dès lors, des observateurs du 19e régiment d'infanterie de la Headquarters and Headquarters Company virent dans des jumelles, à distance, une patrouille de soldats nord-coréens, jeune et peut-être mal entraînée, s'approcher du site,. Les troupes étaient armées de fusils soviétiques et de PPSh-41. Alors que Felhoelter s'agenouillait pour prier sur les soldats américains, les Nord-Coréens lui tirèrent dans la tête et dans le dos,. Ils tuèrent ensuite les 30 blessés avant de disparaître dans la montagne,,,.

## Sources
- (en) Cet article est partiellement ou en totalité issu de l’article de Wikipédia en anglais intitulé « Chaplain–Medic massacre » (voir la liste des auteurs).